# J.A.W. van Loon
Dr. Justus Antoni Wilhelm van Loon (Amsterdam, 24 december 1876 - Utrecht, 20 april 1940) was van 1912 tot 1940 lector in de anatomie en orthodontie aan het Tandheelkundig Instituut in Utrecht. In 1914 publiceert hij in het destijds toonaangevende Amerikaanse tandheelkundige vaktijdschrift Dental Cosmos een methode om de positie van het gebit in het hoofd met een apparaat (craniofoor of cubus craniophorus) driedimensionaal vast te leggen. Met zijn baanbrekende artikel verwerft Van Loon wereldwijde faam. Zijn methode wordt later door talloze andere orthodontisten als basis gebruikt voor nieuwe methoden om de positie van het gebit en de stand van de tanden in het hoofd te kunnen meten. Dit heeft geleid tot de ontwikkeling van het vakgebied cefalometrie binnen de orthodontie
Tegenwoordig gebruiken orthodontisten bij het maken van röntgenfoto’s van het hoofd vaak een apparaat om het hoofd van een patiënt in een bepaalde positie te fixeren (cefalostaat). Deze cefalostaat komt voort uit de door van Loon geïntroduceerde methode.